# Lircèon
Lircea o Lircèon (en grec antic: Λύρκεια o Λυρκεῖον; en llatí: Lyrceia o Lyrceium) fou una població de l'antiga Grècia situada al districte de l'Argòlida, a 60 estadis al nord-oest d'Argos i a 60 estadis d'Òrnees.
Segons el relat mític, la ciutat s'hauria dit originalment Lincea, nom que derivaria de Linceu, que s'hi va refugiar quan els seus germans, els fills d'Egipte, van ser tots morts per les filles de Dànau durant la seva nit de bodes. Va fer saber la seva arribada al lloc a la seva fidel esposa Hipermnestra encenent una torxa, i ella va informar de la seva seguretat encenent-ne una altra des de la ciutadella de Larisa, a Argos. Més endavant, el nom s'hauria canviat en honor de Lircos, un fill d'Abant.
En temps de Pausànias es trobava en estat de ruïna. Aquestes runes encara es poden veure a un turó a l'esquerra del riu Ínac, a poca distància de Sterma, al camí d'Argos.